# 保爾森峰
保爾森峰（英語：Paulsen Peak），是南極洲的山峰，位於南喬治亞群島，處於蘇加托普山西北面3.2公里，海拔高度1,875米，由英國南極名稱諮詢委員會命名，由英國海外領土管轄。